# 高原鸢尾
高原鸢尾（学名：Iris collettii）为鸢尾科鸢尾属的植物。分布于泰国、印度、尼泊尔、缅甸以及中国大陆的西藏、云南、四川等地，生长于海拔1,650米至3,500米的地区，常生于高山草地以及山坡向阳的干燥草地，目前尚未由人工引种栽培。

## 别名
小棕包（中国高等植物图鉴）